# 歌德广场站
歌德广场站（德語：U-Bahnhof Goetheplatz）是慕尼黑地铁3号线和6号线位于慕尼黑市中心的一座车站，位于歌德广场。本站至森德灵门站间的隧道于1938年至1941年间就已建成，是当时规划的南北向城市快铁线路的一部分。因此，本站的站台长达135米，与其他车站站台120米的长度相比显著更长。